# مارتین کامینز
مارتین کامینز (انگلیسی: Martin Cummins؛ زادهٔ ۲۸ نوامبر ۱۹۶۹) یک هنرپیشه، فیلم‌نامه‌نویس، تهیه‌کننده، و کارگردان اهل کانادا است. وی از سال ۱۹۸۷ میلادی تاکنون مشغول فعالیت بوده‌است.
از فیلم‌ها یا برنامه‌های تلویزیونی که وی در آن نقش داشته است می‌توان به لیبرتی هنوز ایستاده است، بلعیدن، همه ما سقوط می‌کنیم و ریوردیل اشاره کرد.